# Pau (Olaszország)
Pau település Olaszországban, Szardínia régióban, Oristano megyében. Lakosainak száma 274 fő (2023. január 1.). Pau Ales, Palmas Arborea, Santa Giusta és Villa Verde községekkel határos.

## Népesség
A település lakossága az elmúlt években az alábbi módon változott:

| 2018 | 299 |
| 2023 | 274 |